# Hubert-François Gravelot
Hubert-François Gravelot, llamado en realidad Hubert-François Bourguignon d'Anville (París, Reino de Francia, 26 de marzo de 1699 – ibidem, 20 de abril de 1773 ) fue un pintor y diseñador francés.

## Biografía
Hermano del geógrafo Jean-Baptiste Bourguignon d'Anville, se dice que no fue un buen estudiante ni se benefició siquiera de la estancia en Roma financiada por su padre. Tras un viaje a Santo Domingo comenzó a profundizar en las artes y su formación artística se vio ennoblecida por las lecciones de los maestros Jean Restout el Joven y François Boucher, de quienes aprendió el gusto por las líneas resueltas y firmes, así como una cierta elegancia de la composición. 

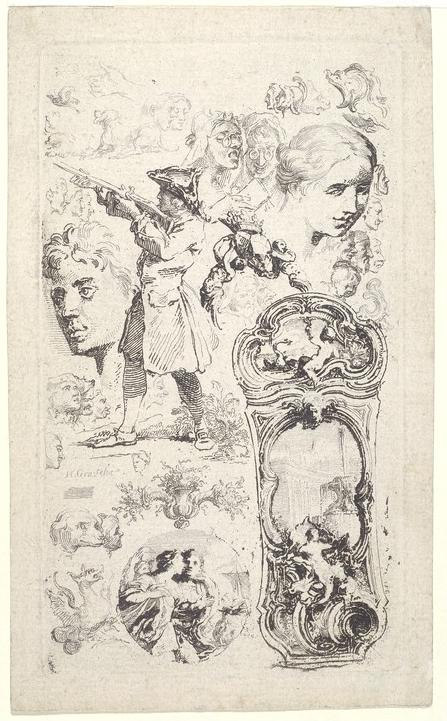
Grabado, 1733-1744, Hubert Gravelot (Museo de Victoria y Alberto de Londres, Reino Unido)

A partir de 1732, se trasladó a Inglaterra, a Londres, durante más de una década, donde trabajó junto al grabador Claude Du Bosc, logrando un gran éxito como ilustrador de libros y como caricaturista, y distinguiéndose por su contribución a la difusión del estilo rococó al otro lado del Canal de la Mancha,   sino también por su adhesión a los movimientos artísticos ingleses más excéntricos.  Su primer trabajo fue la ilustración de la traducción al inglés de Cérémonies et coutumes religieuses de tous les peuples du monde, de Jean-Frédéric Bernard, cuya edición original está ilustrada principalmente por Bernard Picart .
En Londres, Gravelot fue uno de los artistas más representativos de la Academia de San Martín Lane organizada por William Hogarth, precursora de la Royal Academy y fue fundada en un período histórico en el que no había exposiciones artísticas públicas en la capital inglesa, ni siquiera salones como en París. 
Durante su estancia en Londres enseñó durante varios años en la Academia y tuvo como alumno, entre otros a Thomas Gainsborough.  Pero tras la batalla de Fontenoy, una ola de resentimiento contra Francia se extendió por Inglaterra, por lo que en 1745 Gravelot regresó a su tierra natal, acompañado de algunos de sus alumnos.
En Francia se dedicó principalmente a la ilustración grabada, adquiriendo gran popularidad. 
En 1757 creó su obra más significativa, la ilustración del Decamerón, caracterizada por la originalidad, la gracia y las múltiples conexiones con el mundo aristocrático.  Sus ilustraciones de las obras de Shakespeare, Ovidio y Torquato Tasso también fueron muy apreciadas y valiosas, al igual que sus obras pictóricas, aunque limitadas al género del retrato y a escenas que describen hechos de la vida cotidiana. 
También disfrutó escribiendo un tratado sobre perspectiva.  El diseñador y grabador francés Pierre-Philippe Choffard, inspirado por sus dibujos, creó valiosos grabados.